# Fasanduva
Fasanduva (Otidiphaps nobilis) är en fågel i familjen duvor inom ordningen duvfåglar. Den förekommer i skogar på och kring Nya Guinea. De olika bestånden urskiljs av vissa som bestående av fyra olika arter.

## Utseende och läte
Fasanduvan är en stor, marklevande duva med drag av hönsfågel. Den har gula ben, röd näbb, svart på huvud, undersida och stjärt samt kastanjebrunt på vingar och rygg. Vissa populationer har en huvudtofs, en ljus fläck på nacken och en övergump med purpur- eller grönglans. Lätet består av en inledande ton följt av en fallande, sorgesam vissling.

## Utbredning och systematik
Fasanduvan förekommer på och kring Nya Guinea. Den placeras vanligtvis som enda art i släktet Otidiphaps och delas in i fyra underarter:
- Otidiphaps nobilis nobilis – förekommer i bergsområden på västra Nya Guinea och öarna Batanta och Waigeo
- Otidiphaps nobilis aruensis – förekommer i Aruöarna (Nya Guinea)
- Otidiphaps nobilis cervicalis – förekommer i bergsområden på östra och sydöstra Nya Guinea (Saruwaged, Sepik och Kuper)
- Otidiphaps nobilis insularis – förekommer på ön Fergusson (D'Entrecasteaux-öarna)

Underarterna skiljer sig till utseendet åt genom förekomsten eller frånvaron av en liten fjäderkam på huvudet och på nackens färg. Underarten nobilis har grönaktig nacke, medan underarten aruensis har vit nacke. Underarten cervicalis har gråaktig nacke och underarten  insularis har svart nacke.
Sedan 2014 urskiljer Birdlife International och naturvårdsunionen IUCN alla fyra som egna arter:
- "Grönnackad fasanduva" (O. nobilis i begränsad mening)
- "Vitnackad fasanduva" (O. aruensis)
- "Svartnackad fasanduva" (O. cervicalis)
- "Grånackad fasanduva" (O. insularis)

Artepitetet i det vetenskapliga namnet är bildat av det latinska ordet för förnäm.

## Levnadssätt
Fasanduvan hittas i lägre liggande bergsskogar, där den födosöker på marken, konstant vippande på stjärten.

## Status
IUCN bedömer hotstatus för underarterna (eller arterna) var för sig: nobilis och cervicalis som livskraftiga, aruensis som sårbar och insularis som akut hotad.

## Bilder

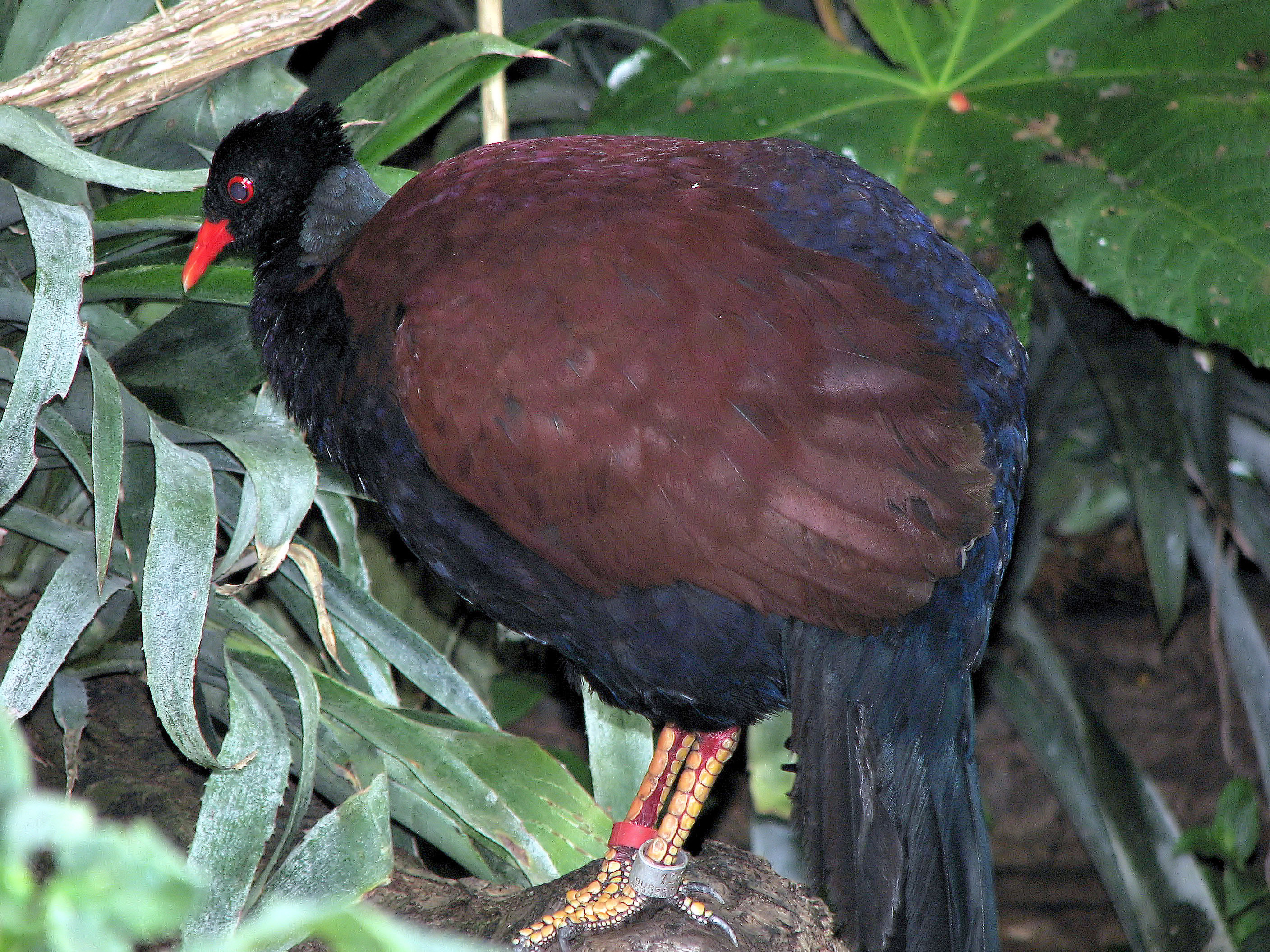
O. n. nobilis
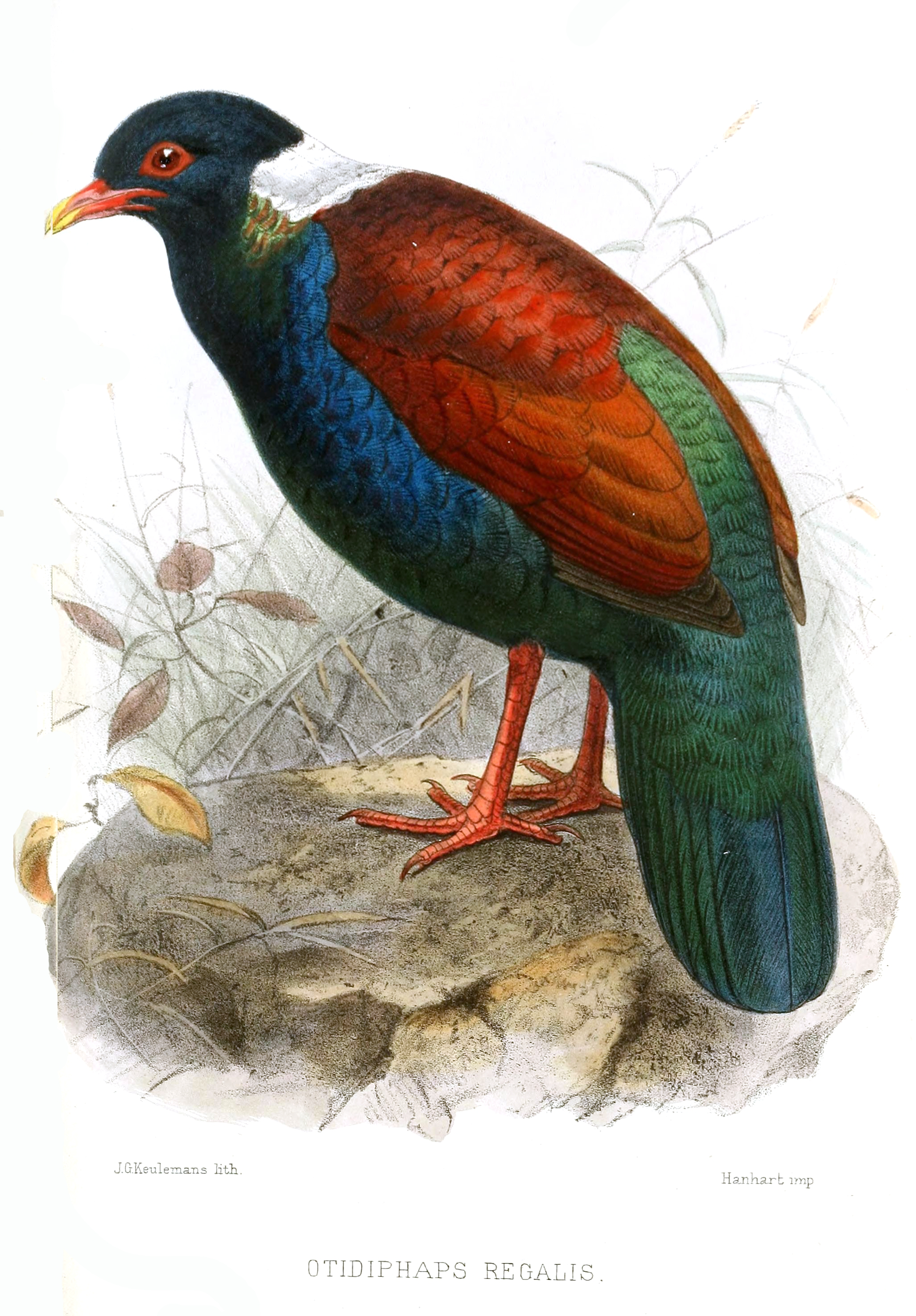
O. n. aruensis
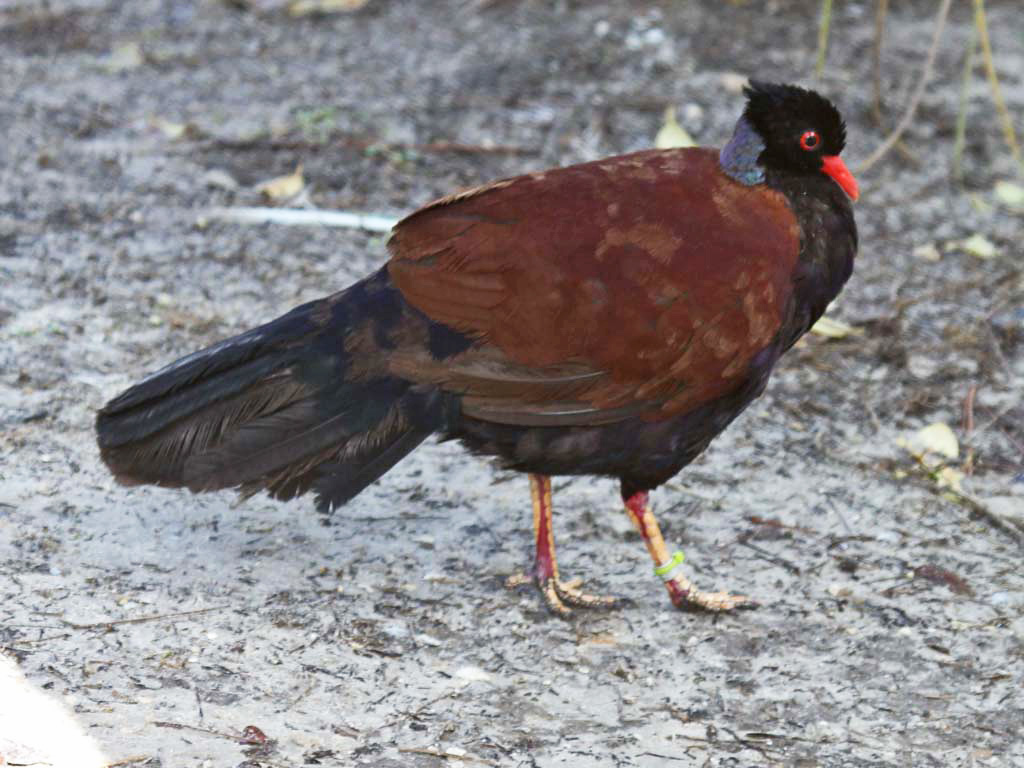
O. n. cervicalis
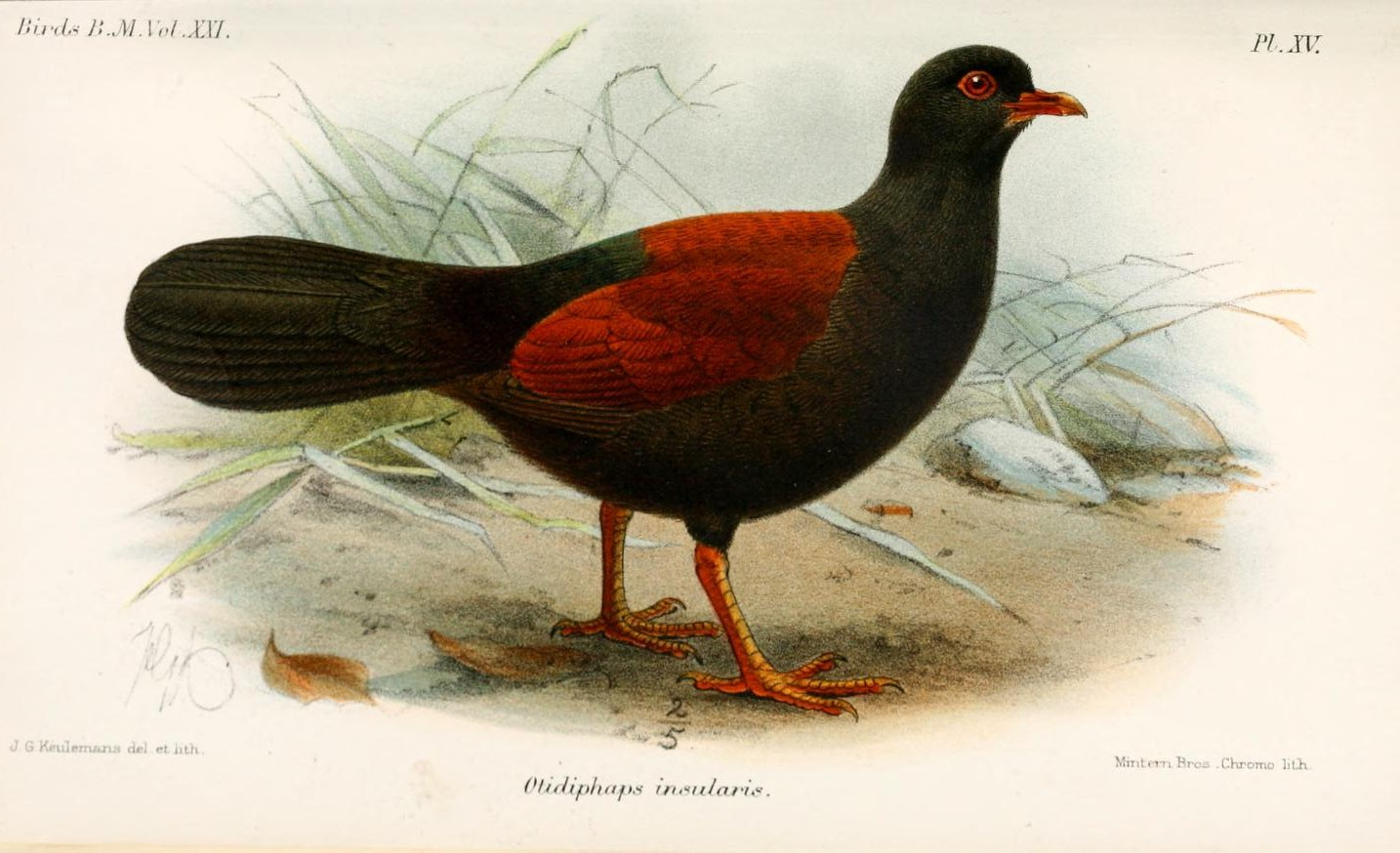
O. n. insularis